# 胡㴱 (天順丁丑進士)
胡㴱（1428年—？年），字道源，四川重慶府巴縣人，民籍，治《禮記》，年三十歲中式天順元年丁丑科第二甲第六十名進士。七月十五日生，行四，由國子生中式四川鄉試第三十八名舉人，會試中式第二百十六名。

## 家族
曾祖胡廷章；祖胡文斌；父胡寧，典史；母陳氏。具慶下，妻張氏，兄灌；浡；沔。